# Accord de septième de dominante sans fondamentale
En harmonie tonale, un accord de septième de dominante sans fondamentale est un accord de septième de dominante amputé de sa fondamentale, en d'autres termes, un accord de quatre notes placé sur le Ve degré, mais réalisé sans la dominante. La septième de dominante sans fondamentale est donc composée d'une tierce majeure — c'est-à-dire la sensible —, d'une quinte juste et d'une septième mineure.
En principe, la 3e espèce de l'accord de trois notes placé sur le VIIe degré des deux modes — dit accord de quinte diminuée —, n'est pas employé, parce que sa fondamentale est considérée comme un mauvais degré. En réalité, il peut être employé, non pas en tant qu'accord de VIIe degré, mais comme accord de septième de dominante sans fondamentale.
Clé de voûte de l'harmonie tonale, l'accord de septième de dominante — avec ou sans fondamentale — est d'un emploi infiniment plus fréquent que celui de la septième d'espèces.

## Appellation et chiffrage des divers états
Les trois états de l'accord de quinte diminuée placé sur le VIIe degré des deux modes sont donc respectivement analysés comme les trois renversements de l'accord de septième de dominante privé de fondamentale.
L'accord de quinte diminuée placé sur le IIe degré du mode mineur, quant à lui, doit toujours être analysé comme un accord de trois notes placé sur le IIe degré, et non pas comme un accord de septième sans fondamentale. Ainsi l'accord si, ré, fa est un accord de septième de dominante privé de sa fondamentale sol si l'on est en ut majeur, mais le même accord est un accord de si (accord de quinte diminuée) si l'on est en la mineur, et ce bien que l'armure de ces deux tons relatifs soit identique.
- À l'instar de l'accord complet, le chiffrage des trois renversements de l'accord de septième de dominante sans fondamentale ne comporte jamais d'altération. Ici encore, si une altération accidentelle se produit, celle-ci doit être déduite du chiffrage.

- Les notes de ce nouvel accord conservent les mêmes noms — tierce, quinte et septième de la fondamentale absente — et les mêmes fonctions que dans l'accord complet de septième de dominante.

- En chiffrage moderne, et par exemple dans les morceaux pour accordéon où l'instrumentiste n'a pas le choix des renversements, il arrive que l'absence de fondamentale ne soit pas notée explicitement, et par exemple l'accord si, ré, fa sera noté G7 bien que la note sol soit absente de la partie de main gauche.

### Accord de quinte diminuée
L'accord de quinte diminuée placé sur le VIIe degré est analysé comme un premier renversement de l'accord de septième de dominante sans fondamentale. Il conserve son nom d'accord de quinte diminuée et correspond à un accord de quinte diminuée et sixte privé de sa fondamentale.
- Il est composé d'une basse — la tierce de la fondamentale, soit, la sensible —, d'une tierce mineure — la quinte de la fondamentale — et d'une quinte diminuée — la septième de la fondamentale.

Exemple : si, ré, fa.
- Il se chiffre : « 5 barré » (exemples A, G et H).

### Accord de sixte sensible sans fondamentale
L'accord de sixte sensible sans fondamentale — appelé également : accord de tierce et sixte sensible — est considéré comme un deuxième renversement de l'accord de septième de dominante sans fondamentale. Autrement dit, il correspond à un accord de sixte sensible privé de sa fondamentale.
- Il est composé d'une basse — la quinte de la fondamentale —, d'une tierce mineure — la septième de la fondamentale — et d'une sixte majeure — la tierce de la fondamentale, soit, la sensible.

Exemple : ré, fa, si.
- Il se chiffre : « 3 » et « +6 » (exemples B, C, D, E, I et J).

### Accord de triton sans fondamentale
L'accord de triton sans fondamentale est considéré comme un troisième renversement de l'accord de septième de dominante sans fondamentale. Autrement dit, il correspond à un accord de triton privé de sa fondamentale.
L'accord de triton sans fondamentale est également appelé : accord de quarte augmentée et sixte, mais il semble préférable de réserver cette dernière appellation au deuxième renversement de l'accord de quinte diminuée situé sur le IIe degré du mode mineur.
- Il est composé d'une basse — la septième de la fondamentale —, d'une quarte augmentée ou triton — la tierce de la fondamentale, soit, la sensible — et d'un sixte majeure — la quinte de la fondamentale.

Exemple : fa, si, ré.
- Il se chiffre : « +4 » et « 6 » (exemples F, K et L).

## Disposition
Cet accord suit globalement les mêmes règles de disposition que l'accord de septième de dominante complet.
- Par conséquent, sa tierce et sa septième étant des notes attractives, seule la quinte — de la dominante — peut normalement être doublée.

- Cependant, dans l'accord de sixte sensible sans fondamentale, on peut exceptionnellement doubler la septième (exemples C, G, J et K) : l'une des deux notes fait alors son mouvement obligé pendant que l'autre monte conjointement à la dominante (exemple C).

## Enchaînement ordinaire
L'accord de septième de dominante sans fondamentale produit les mêmes enchaînements ordinaires que l'accord complet, mais l'absence de la fondamentale rend cet accord plus facile à faire progresser.
- Le mouvement de la quinte de cet accord est beaucoup plus libre : celle-ci en effet, peut produire un pas de quarte ascendante (exemple F), ou encore, de quinte descendante (exemples A et B), sans risquer de provoquer des quintes consécutives.

- Dans l'accord de sixte sensible sans fondamentale, la septième, tout comme dans l'accord complet de sixte sensible, peut monter à la dominante, ceci, même lorsque cette septième n'est pas doublée, et quel que soit le mouvement de la basse : la seule condition étant de ne pas engendrer des quintes parallèles (exemples C, D et E).

- Exemples :

## Enchaînement exceptionnel
L'enchaînement exceptionnel suit les mêmes principes que celui de la septième de dominante avec fondamentale.
- Exemples :